# 7966 Річардбаум
7966 Річардбаум (7966 Richardbaum) — астероїд головного поясу, відкритий 18 лютого 1996 року.
Тіссеранів параметр щодо Юпітера — 3,519.